# Prêmio Paul Erdős
O Prêmio Paul Erdős (denominado originalmente Prêmio de Matemática) é concedido pelo Departamento de Matemática da Academia de Ciências da Hungria a matemáticos húngaros até 40 anos de idade. Foi estabelecido e fundado originalmente por Paul Erdős.

## Laureados
- 1973: István Juhász
- 1974: Gábor Halász
- 1975: Endre Szemerédi
- 1976: László Lovász
- 1977: Ferenc Schipp
- 1978: Zoltán Daróczy
- 1979: Gábor Tusnády
- 1980: András Sárközy
- 1981: László Babai
- 1982: Ferenc Móricz
- 1983: József Beck
- 1985: Imre Bárány
- 1986: János Pintz
- 1987: Sándor Csörgő
- 1988: Miklós Laczkovich
- 1989: Imre Ruzsa
- 1990: Péter Komjáth
- 1991: Ágnes Szendrei
- 1992: Antal Balog
- 1993: Péter Pál Pálfy
- 1994: Bálint Tóth
- 1996: László Pyber
- 1997: Tamás Szőnyi
- 1998: Lajos Soukup
- 2000: Lajos Molnár, Gábor Tardos
- 2001: Géza Makay
- 2002: Gyula Károlyi
- 2003: András Bíró
- 2004: Károly Böröczky Jr
- 2005: Ákos Pintér
- 2006: Mátyás Domokos
- 2007: Tibor Jordán
- 2008: Géza Tóth
- 2009: Márton Elekes
- 2010: Miklós Abért
- 2011: Katalin Gyarmati
- 2012: Balázs Márton
- 2013: Balázs Szegedy
- 2014: Gábor Pete
- 2015: Péter Varjú
- 2016: Attila Maróti
- 2017: Gábor Kun
- 2018: Endre Csóka